# Txistu

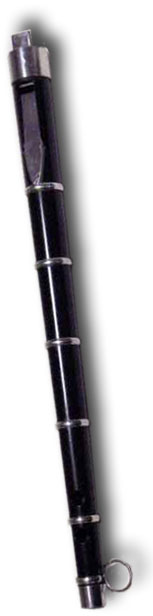
Un Txistu.

Le txistu (prononcer /tʃistu/ « tchistou ») ou txirula est un instrument de musique traditionnel basque qui occupe une place importante dans la culture musicale de la région. C'est une flûte à bec droite et à trois trous apparue pour la première fois en 1864 qui se joue d'une main, l'autre main étant utilisée pour frapper le ttun-ttun (« tiountioun »), tambour à cordes, ou le tamboril, un petit tambour en peau.

## Étymologie
Txistu signifie en basque « flûte, sifflet, huées, sifflement mais aussi salive ou crachat ». Corrélation ou pas entre les mots txistu et la salive, le bouchon est fortement soumis à la salive du musicien lorsqu'on en joue, et est régulièrement humide.

## Histoire
Le txistu, qui est originaire du Pays basque, a une longue histoire, remontant à plusieurs siècles, et il est étroitement lié aux traditions musicales basques.
Le txistu représente une évolution des premières flûtes à trous apparues durant le Moyen-Âge même si ses premières origines en sont très anciennes puisqu'on a découvert des flûtes en os datant du paléolithique supérieur dans les grottes d'Isturitz et d'Oxocelhaya en Basse-Navarre.

## Description
Le txistu est un instrument à vent de la famille des flûtes, de petite taille. Il est généralement fabriqué en buis, en ébène ou en plastique, et comporte trois trous de doigté sur la partie supérieure. Il est souvent associé à un petit tambourin appelé "tamboril", formant ainsi un ensemble musical.

## Répertoire et symbolisme culturel
Le txistu est utilisé dans divers contextes musicaux, allant des cérémonies traditionnelles aux performances plus contemporaines. Il est souvent associé à des danses folkloriques basques, comme la "jota" et la "soka-dantza".
Le txistu est bien plus qu'un simple instrument de musique ; il est un symbole de l'identité culturelle basque. Son utilisation est profondément enracinée dans les célébrations locales, les fêtes religieuses et d'autres événements culturels. Son utilisation continue à jouer un rôle important dans la préservation et la promotion de la culture basque à travers la musique.

## Facture
On distingue :
- le txistu, accordé en fa   ou fa # ;
- le silbote ou  txistu haundi, accordé plus bas en si ou si bémol ;
- la txirula, une sorte de txistu en buis employée notamment en Soule sous le nom de txülüla et accordée en do (ou en sib), une octave plus haut que le silbote. Attention, le terme txirula étant le mot commun pour désigner la flûte, il n'est pas réservé aux seules flûtes à trois trous[2].

## Jeu
Le joueur de txistu est un txistularia.
Le principe de jeu du txistu est le même que pour toutes les flûtes à trois trous : les notes sont obtenues selon le doigté, mais aussi et surtout par les coups de langue. En ce qui concerne le doigté, l'index, le majeur, le pouce et l'auriculaire sont sollicités. La maîtrise du souffle est également cruciale pour obtenir un son clair et harmonieux.

## Variantes
On retrouve ces flûtes dans d'autres régions : la flabuta en Gascogne, très proche du txirula dont elle diffère par l'ornementation et le répertoire, la chirula au Béarn, le galoubet en Provence, les tabor pipes britanniques. Les flabiols catalans et les flageolets sont aussi dérivés de ces flûtes à trois trous.